# Castello di Godego
Castello di Godego là một đô thị (comune) thuộc tỉnh Treviso, vùng Veneto, Ý. Đô thị này có diện tích 17,98 km2, dân số là 7007 người (thời điểm 31 tháng 3 năm 2008). Ở Castello di Godego, tiếng Veneto được 95% dân số sử dụng, cộng đồng nhập cư từ Rumani nói tiếng Rumani.